# 125丁目駅 (IRTレノックス・アベニュー線)
125丁目駅（125ちょうめえき、英語: 125th Street）はニューヨーク市地下鉄IRTレノックス・アベニュー線の駅である。マンハッタン区ハーレムのレノックス・アベニューと125丁目の交差点に位置し、2系統と3系統が終日停車する。

## 駅構造
| G          | 地上階                         | 出入口 |
| P ホーム階 | 相対式ホーム、右側の扉が開く。 | 相対式ホーム、右側の扉が開く。 |
| P ホーム階 | 北行線                         | ← ウェイクフィールド-241丁目駅行き（135丁目駅） ← ハーレム-148丁目駅行き（135丁目駅） |
| P ホーム階 | 南行線                         | → フラットブッシュ・アベニュー-ブルックリン・カレッジ駅行き（116丁目駅）→ 深夜帯以外：ニューロッツ・アベニュー駅行き（116丁目駅）→ 深夜帯：タイムズ・スクエア-42丁目駅行き（116丁目駅）→ |
| P ホーム階 | 相対式ホーム、右側の扉が開く。 | |

駅は1904年11月23日に開業した相対式ホーム2面と線路2線を有した2面2線の地下駅である。駅には1996年にフェイス・リングゴールドが製作したアートワーク『Flying Home Harlem Heroes and Heroines』が飾られている。
1968年5月23日、当時33歳だった詩人ヘンリー・デュマが南行ホーム上でニューヨーク市交通警察の警官に拳銃で撃たれ死亡している。AP通信によると、警官はデュマが別の乗客にナイフを突き付けて脅していたという主張をしており、警官はデュマにナイフを床に落とすよう指示したが聞き入れず警官に攻撃を加えたためやむを得ず発砲したとしている。
1981年、MTAは地下鉄内で最も老朽化している69駅の中に当駅を挙げている。駅ホーム、線路、道床は1998年の地下水流によるレノックス・アベニュー線の浸水問題を解決した際に新しい物に取り替えられている。

### 出口
駅の改札口は各ホーム中央にあり、ホーム間連絡通路はないためそれぞれ独立している。
- 階段1つ、レノックス・アベニューと125丁目の交差点北西（南行ホームのみ）[5]
- 階段1つ、レノックス・アベニューと125丁目の交差点南西（南行ホームのみ）[5]
- 階段1つ、レノックス・アベニューと125丁目の交差点北東（北行ホームのみ）[5]
- 階段1つ、レノックス・アベニューと125丁目の交差点南東（北行ホームのみ）[5]